# Borgö
Borgö är en ö och en by i Hammarland på Åland. Borgö ligger i Marsundets södra inlopp och har 0 invånare, senast byn hade fasta invånare var två personer år 2008.
På ön finns en fornborg.

## Beskrivning
Öns area är 1,86 kvadratkilometer och dess största längd är 2,6 kilometer i nord-sydlig riktning. Ön höjer sig omkring 50 meter över havsytan.